# Cardiocondyla kushanica
Cardiocondyla kushanica är en myrart som beskrevs av Bohdan Pisarski 1967. Cardiocondyla kushanica ingår i släktet Cardiocondyla och familjen myror. Inga underarter finns listade.